# Jeon Mi-seon
Jeon Mi-seon (née le 7 décembre 1970 à Séoul et morte le 29 juin 2019 à Jeonju (dans le Jeolla du Nord) est une actrice sud-coréenne.

## Biographie
Jeon Mi-Sun était surtout connue comme actrice dans de nombreux films et séries télévisées, tels que Memories of Murder (2003), Moon Embracing the Sun (en) (2012) et Hide and Seek (2013). Elle a également joué le rôle principal dans Love Is a Crazy Thing (en) (2005). 
Son corps a été retrouvé pendu dans une chambre d'hôtel à Jeonju le 29 juin 2019 ; la police a conclu à un suicide.

## Filmographie

### Cinéma
- 1990 : Geurae gaggeum haneuleul boja de Kim Sung-hong : Eun-kyung
- 1991 : Theresa's Lover de Park Chul-soo : Jin-hee
- 1993 : No Emergency Exit de Kim Young-bin : Eun-ji
- 1994 : Towards Existance de Park Chul-soo
- 1994 : The Young Man de Bae Chang-ho : Jin-yi
- 1998 : Christmas in August de Hur Jin-ho : Ji-won
- 2001 : Bungee Jumping-reul hada de Kim Dae-seung : la femme de Seo In-woo
- 2003 : Memories of Murder de Bong Joon-ho : Kwak Seol-young
- 2004 : A Wacky Switch de Jung Yeon-won : l'ex-femme de Lee Dong-hwa
- 2005 : Love Is a Crazy Thing de Oh Seok-geun : Eo-jin
- 2006 : Mission Sex Control de Ahn Jin-woo : Soon-yi
- 2008 : BA:BO de Kim Jeong-kwon : la mère de Seung-ryong
- 2009 : City of Damnation de Kim Dong-won : la femme de Park Jong-ki
- 2009 : This Sunday de Satoshi Kenmochi
- 2009 : Mother de Bong Joon-ho : Mi-seon
- 2010 : Wedding Dress de Kwon Hyeong-jin : Ji-hye
- 2013 : Hide and Seek de Huh Jung : Min-ji
- 2019 : The King's Letters

### Télévision
- 1991 : Eyes of Dawn : Oh Soon-ae
- 2006 : Hwang Jini : Jin Hyun-geum
- 2008-2009 : East of Eden : Lee Jung-ja
- 2010 : King of Baking, Kim Takgu : Kim Mi-sun
- 2011 : Royal Family : Im Yoon-seo
- 2011 : Ojakgyo Brothers : Kim Mi-sook
- 2011 : Poseidon : Park Min-jung
- 2012 : Five Fingers : Song Nam-joo
- 2012 : The Accidental Couple
- 2012 : The moon embracing the sun : Jang Nok Yeong
- 2013 : Passionate Love : Yang Eun-sook
- 2014 : The Full Sun : Baek Nan Joo
- 2015 : Maids : Lady Yoon

## Distinctions

### Récompenses
- 1994 : 17e Golden Cinematography Awards : Meilleure nouvelle actrice pour Towards Existance de Park Chul-soo
- 2006 : KBS Drama Awards : Meilleure actrice dans un second rôle pour Hwang Jini
- 2013 : 21e Korean Culture and Entertainment Awards : Prix d’excellence pour Hide and Seek
- 2014 : 34e Golden Film Festival : Meilleure actrice dans un second rôle pour Hide and Seek
- 2015 : SBS Drama Awards.

### Nominations
- 2009 : KBS Drama Awards : Meilleure actrice dans un second rôle pour The Accidental Couple
- 2010 : KBS Drama Awards : Meilleure actrice dans un second rôle pour King of Baking, Kim Takgu
- 2012 : 5e Korea Drama Awards : Prix d’excellence pour The moon embracing the sun
- 2012 : 1er K-Drama Star Awards : Prix d'interprétation pour The moon embracing the sun
- 2012 : MBC Drama Awards : Prix d'interprétation pour The moon embracing the sun
- 2012 : SBS Drama Awards : Prix d’excellence dans une série dramatique pour Five Fingers
- 2013 : 34e Blue Dragon Film Awards : Meilleure actrice dans un second rôle  pour Hide and Seek